# Çədərovtala
Çədərovtala è un comune dell'Azerbaigian situato nel distretto di Balakən. Conta una popolazione di 846 abitanti.